# Art immersiu
L'art immersiu és aquell que permet la submersió de l'espectador en les obres d'art. D'aquesta manera, l'espectador no només veu l'obra, sinó que passa a estar a dins d'aquesta i a fer servir altres sentits a part de la vista. El so, la llum, les imatges, els colors...tot forma un nou conjunt que permet una experiència vital de l'art. Les obres són sovint projectades a instal·lacions que incorporen grans pantalles i sòls reflectants on l'artista treballa amb la simulació de l'espai creat digitalment i l'espai físic. "S'apel·la a l'existència d'espais il·limitats en què la matèria es transforma en plans de llum amb l'estètica de l'efímer i immaterial." Pot ser que faci servir la realitat virtual per eliminar l'espai físic o pot ser que faci servir altres tècniques amb les quals aprofita l'espai real per generar la immersió. Es mira l'obra mentre sona la música, mentre les pinzellades cobren vida expandint-se del sostre a terra o fins i tot mentre les parets capten el moviment de l'espectador, fent un art més interactiu. L'artista pensa l'obra tenint en compte que la seva narrativa no estarà completa fins que l'espectador penetri en ella.
És important no confondre l'art immersiu amb l'interactiu. L'art interactiu està pensat perquè sigui l'espectador qui al moure's davant la pantalla, aquesta detecti el moviment i es creïn els colors i les llums. L'art immersiu no necessàriament ha de ser interactiu. Pot ser que l'espectador es passegi per la immensitat de l'obra projectada en les parets de l'espai però sense modificar el seu estat. Per tant, l'art immersiu pot ser o no interactiu i al revés.
La suggestiva impressió és la de submergir-se a l'espai de la imatge, movent-s'hi i interactuant-hi en "temps real" intervenint de manera creativa. "En realitat virtual, a una vista panoràmica s'uneix l'exploració sensoriomotora d'un espai d'imatge que dona la impressió d'un entorn ‘‘viu’’. En un espai virtual, els paràmetres de temps i espai es poden modificar a voluntat, permetent l'espai que s'utilitzarà per modelar i experimentar. "Atès que la nostra percepció de les coses és antropocèntrica, fins i tot l'orientació espacial dels objectes estableix referències corporals que incideixen en la recepció i experimentació de l'obra". Les imatges del món natural es combinen amb imatges artificials en "realitats mixtes", on sovint és impossible distingir entre l'original i el simulacre. "Per tant, l'experiència receptora consisteix, més que en el descobriment d'unes relacions formals més o menys estructurades, en la conscienciació de les relacions que s'estableixen entre l'obra, el propi cos i el context. És clar que el grau de participació estarà determinat per cada proposta, i la inclusió de l'espectador en el procés creatiu assumirà contorns particulars en cada cas".
Si considerem que les instal·lacions són més una presentació d'objectes que una representació, és perquè el cos de l'espectador (el nostre propi cos) forma part del que és percebut.
"Els artistes dels mitjans representen un nou tipus d'artista, qui no només demostra el potencial estètic dels mètodes avançats de creació d'imatges i formulació de noves opcions de percepció en aquesta revolució mediàtica, sinó que també investiga específicament formes innovadores d'interacció i disseny d'interfícies, contribuint així al desenvolupament del mitjà en àrees clau, tant a artistes com a científics."

## Història

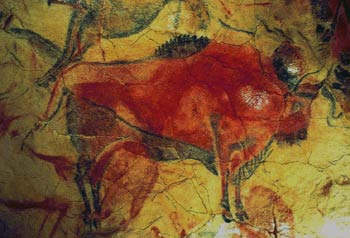
Pintura rupestre

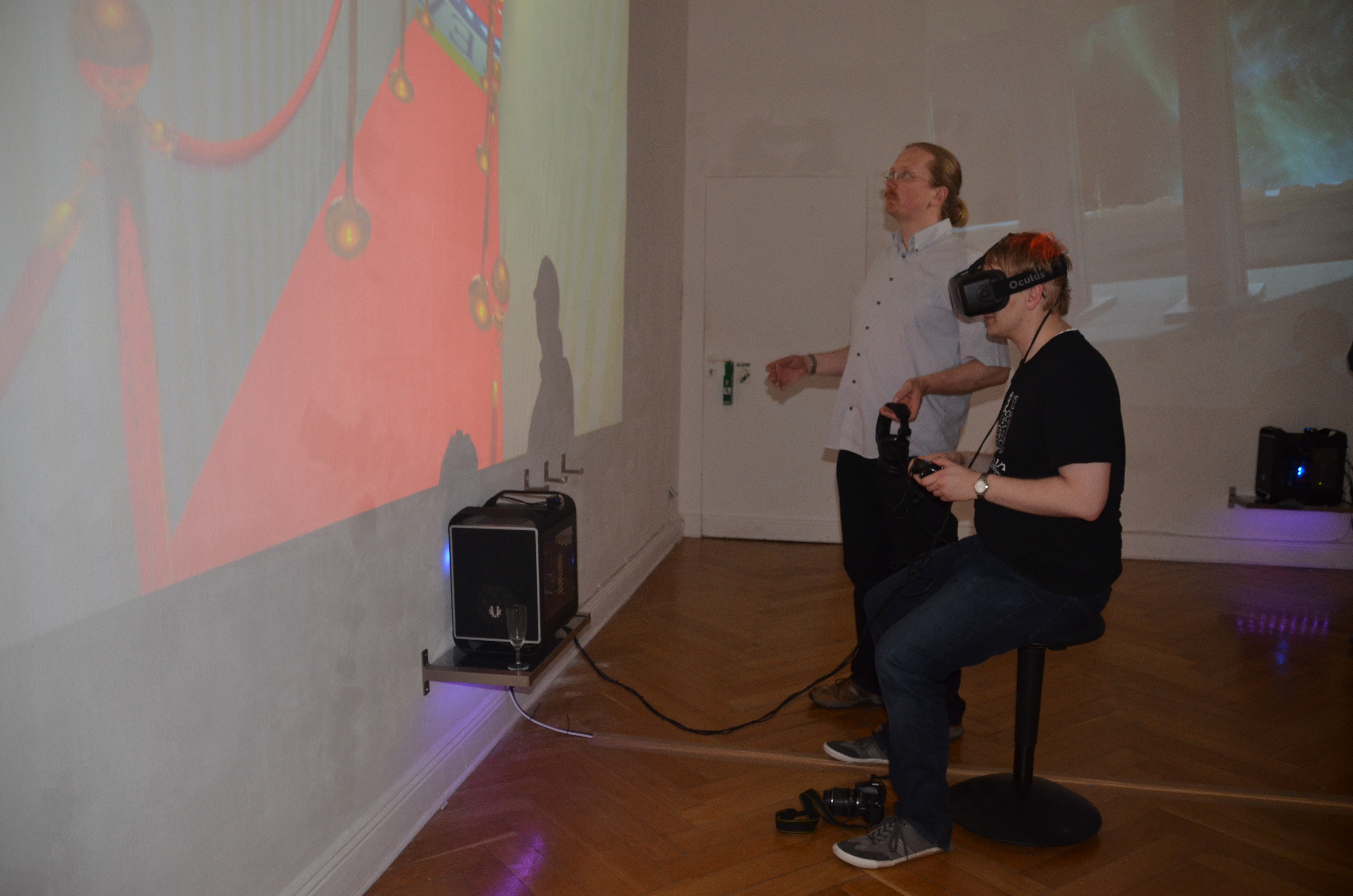
Realitat virtual

Tal com diuen els investigadors Iégor Reznikoff, Michel Dauvois o Leigh Dayton, l'ésser humà durant el Paleolític ja tenia en compte l'espai i el so a l'hora de fer les pintures rupestres. "Les qualitats sonores de coves prehistòriques que podrien haver après i utilitzat els que les van decorar durant el Paleolític superior. […] L'estudi ha tingut en consideració la connexió entre, d'una banda, el lloc escollit per a les pintures rupestres i, de l'altra, l'acústica de les coves, i particularment els punts amb major ressonància". Primer es va observar que "la major part de les pintures se situen en els llocs més ressonants, o en la seva immediata proximitat". En segon lloc, "en la majoria dels llocs idonis per a les ressonàncies apareixen pintures". Finalment, "certs signes només resulten explicables en relació amb el so".
L'art tradicional ha patit trencaments, transformacions i discontinuïtats al llarg dels anys. Es podria dir que l'art immersiu té els seus inicis a la tradició europea, ja que es pretenien crear paisatges dins l'arquitectura a través dels frescs dedicats al culte, com per exemple tots els de l'època del Renaixement o els de la Villa dei Misteri a Pompeia, es pretenien crear espais d'il·lusió. Aquests espais eren molt populars tal com demostren els sostres panoràmics de les esglèsies barroques. "Un dels vehicles més excepcionals per a l'il·lusionisme pintat és el panorama, patentat per Robert Barker en 1789. La sala paisatgística de Paul Sandby a Drakelowe Hall (1793) va ser una resposta directa a aquesta invenció. Tots aquests exemples d'espais d'imatges per crear il·lusions no són, òbviament, tècnicament comparables amb les il·lusions possibles avui en dia amb l'ajuda d'ordinadors, amb els quals l'usuari pot experimentar de forma interactiva. D'aquesta manera, queda en evidència la voluntat de l'ésser humà per crear la màxima il·lusió amb els mitjans tècnics disponibles segons l'època. Abans del panorama, hi va haver intents reeixits de crear espais d'il·lusió amb imatges tradicionals, i després de la seva desaparició, juntament amb moltes visions artístiques que mai es van desenvolupar, la tecnologia intentava integrar la imatge i l'observador. Alguns exemples podrien ser l'estereoscopi, el Cinerama, la televisió estereòptica, el Sensorama, el Cinema expandit, la invenció del 3-D o l'IMAX. "Cal destacar, per tant, el panorama per arribar a la creació de l'art immersiu tal com se'l coneix avui en dia. El Panorama trasllada a l'observador a un paisatge remot allunyant-lo de la seva realitat que seria la ciutat. El Panorama necessita una sèrie d'estratègies espacials per generar el contrast d'una atmosfera a una altra. L'espai que es creava era la forma més desenvolupada d'il·lusionisme utilitzant els mètodes tradicionals de la pintura. Així i tot, la il·lusió del panorama no s'aconseguia només gràcies al coneixement pictòric sinó gràcies al coneimatget cnològic, filosòfic i psicològic de l'època. El panorama de "La batalla de Sedan" de 1883 es basava en els principis òptics i psicològics de Hermann von Helmholtz i pretenia eliminar la distància psicològica que hi ha entre l'espectador i l'espai de la imatge.
L'art és una constant evolució i explora noves alternatives d'expressió. La manera en què es creen les imatges ha canviat. Abans, quan l'espectador mirava una obra, la veia en la llunyania, emmarcada i penjada en una paret. A través de la immersió, la realitat que envolta l'artista deixa d'existir perquè tot el que el rodeja passa a ser la pròpia obra. Aquestes obres ja no només es miren, sinó que en anar acompanyades de so, llums i colors passen a apreciar-se amb tots els sentits. Tot i que la història de l'art i la història dels mitjans de comunicació sempre han estat en una relació interdependent s'ha desenvolupat poc la relació que provoquen l'una sobre l'altra. Els artistes no van trigar a descobrir la realitat virtual i adaptar-la al seu propi llenguatge. L'art i la ciència, una vegada més, formen un sol grup per desenvolupar al màxim els mètodes de producció d'imatges.
Si bé, per l'aparició de l'art immersiu cal tenir en comptes les altres disciplines artístiques de les quals beu com el happening o la performance. Ambdues propicien la trobada interactiva entre el públic i l'obra, però el nou concepte de què parlem inclou un component didàctic, ja que està pensat per apropar el significat de l'obra a l'espectador. "La creació d'espais d'imatge ampliada va experimentar-se de manera polisensorial i interactivament, que permeten situacions processals, promouen la tendència cap a l'art de la performance".
L'art mediàtic s'ha promogut institucionalment des dels anys vuitanta. A més de la tradició d'un fort compromís en aquesta àrea als Estats Units, amb la fundació de noves escoles de mitjans a Colònia, Frankfurt, Leipzig, i el Zentrum für Kunst und Medientechnologie a Karlsruhe, Alemanya, és junt amb el Japó, el centre de l'art mediàtic els seus nous instituts, com el Centre d'Intercomunicacions de Tòquio i l'Acadèmia Internacional d'Arts i Ciències dels Mitjans de Comunicació, a prop de Gifu. Més recentment, altres països, com Corea, Austràlia, Xina, Taiwan, Brasil, i sobretot els països escandinaus, han fundat noves institucions d'art mediàtic. Malgrat aquesta considerable activitat a nivell institucional, els museus només han començat a obrir les portes vacil·lant a l'art del present digital.Media art, que va aparèixer en la seva primera aparició en festivals, ha trobat ràpidament l'acceptació del públic.
L'art immersiu serà el nou llenguatge de l'art contemporani que permetrà establir un pont emocional i sensorial entre l'espectador i l'artista. Es podria dir, que la primera obra immersiva va aparèixer l'any 2016.

## L'art immersiu i la realitat virtual
Amb l'aparició de noves tècniques per generar, distribuir i presentar imatges, l'ordinador ha transformat la imatge i suggereix que és possible ‘‘ entrar-hi ’’. La realitat virtual s'ha establert com a mitjà bàsic de la nova "societat de la informació" emergent a finals dels anys vuitanta". Gràcies a l'era digital aquest tipus d'art és possible, ja que és el resultat de barrejar les tecnologies més avançades i l'art. No seria possible sense la digitalització de les obres, la realitat virtual (VR), les tècniques de realitat mixta amb projeccions o la realitat augmentada (AR). La realitat virtual forma part del nucli de la relació que s'stesableix entre els humans i les imatges.
En realitat virtual, a una vista panoràmica s'uneix l'exploració sensoriomotora d'un espai d'imatge que dona la impressió d'un entorn ‘‘ viu ’’. Les imatges del món natural es combinen amb imatges artificials en ‘’realitats mixtes ’’ on sovint és impossible distingir entre original i simulacre. Val a dir, que existeixen diferents nivells d'imersió segons la distància que l'espectador té amb la realitat virtual. No és el mateix viure l'experiència des de dins, a través d'un cos virtual que no pas des d'un punt de vista extern. A més, els vídeos 360°, pensats per empatitzar amb l'espectador i narrant les històries en primera persona, permeten dirigir la mirada a qualsevol punt. Aquesta experiència en primera persona pot ajudar a viure situacions que l'espectador mai hagués pensat que estaria present. D'aquesa manera, a través del cos virtual, l'espectador s'introdueix en la ment de l'artista. Un exemple seria l'obra titulada rebirth redirect de Jeremy Couillard. Hi haurà vegades en què la profunditat de l'espai serà fàcilment reconeixible mentre que hi haurà vegades que els paisatges es faran infinits sense determinar els límits de l'espai.
Cal tenir en compte que la distància que s'estableix entre l'espectador i l'obra ha canviat, de la mateixa manera que ho ha fet el seu espai per la reflexió i les crítiques, ja que el propi espectador sent que forma part del propi missatge, car es troba dins de l'obra.
Un altre problema és que la longevitat de l'art digital depèn dels seus suports d'emmagatzematge. El procés permanent de canvi de sistemes operatius, per exemple, significa que ja no és possible mostrar algunes obres que no tenen ni deu anys. Potser com cap altre art gènere històric, la continuïtat de l'art mediàtic està en perill. Format els conservadors i els conservadors falten gairebé del tot, igual que qualsevol concepte recollida sistemàtica, per exemple, en cooperació amb centres informàtics, museus tècnics o fabricants d'equips tècnics.

## Impacte
L'ésser humà, social per naturalesa, sempre li ha agradat formar part d'un grup, d'una família o entitat. Necessita trobar respostes al desconegut i, precisament aquest art, permetrà la integració humana en una obra d'art, que a més, en formar part d'ella entendrà a la perfecció.
La música que acompanya les obres, així com els colors i les llums, variant segons els gestos de l'espectador. Aquesta sensació de poder, eufòria i control agradarà al públic, cada cop més necessitat d'experiències immersives i/o interactives.

## Exemples d'experiències immersives
Gràcies a les institucions com Atélier des Lumières de París, el SAT de Montreal, el TeamLab de Tòkio i el Artechouse de Washington, l'art entra en una nova dimensió on les obres poden ser habitades. Cada vegada hi ha més museus no destinats a l'art que estan pensants de manera immersiva i/o interactiva. Un exemple pot ser el Cosmocaixa o l'aquari de Barcelona.

### Resonant space
Instal·lació audiovisual i interactiva de Ben Lauber i Marcus Doering. Han jugat amb la creació de parets psicodèliques que al percebre el moviment de l'espectador canvien tant les formes com els colors i la música. Per tant, és l'espectador qui crea la pròpia obra. 

### Beyond Infinity

La nit estrellada de Van Gogh

Serge Salta, l'artista que crea un microcosmos fent ús d'estructures, miralls i una il·luminació molt estudiada. Depenent del moviment de l'espectador l'obra i la llum canviaran percebent diferents formes. D'aquesta manera, al fer servir l'espai físic per crear una altra realitat, Salta, trencarà la relació entre l'espai, el temps i el món físic. 

### Experiències immersives dels artistes Gustav Klimt, Van Gogh i Monet.
No només s'apostarà per crear obres immersives noves, sinó que també s'aprofitaran obres d'artistes ja existents per crear una nova atmosfera. Serà el cas de les pintures de Klimt, van Gogh i Monet.
L'Atelier des Lumières, és el primer centre d'art digital de París. Permet aquest tipus d'art gràcies a murs de 10 metres d'alçada, un espai de 3300 metres quadrats, 120 projectors i un sistema de so sofisticat que permeten que l'espectador circuli per les obres que es projecten. En aquest cas, són projectades les obres emblemàtiques de l'artista Gustav Klimt. 
L'exposició multimèdia més visitada en tot el món coneguda amb el nom "The Experience" va instal·lar el "Cercle de Belles Arts". L'exposició creada mitjançant tecnologia SENSORY4TM, i composta per 3.000 imatges gegants amb les obres de van Gogh, també les sincronitza amb música clàssica. Les obres com la Nit estrallada o Els girasols, són projectades en pantalles enormes, parets, columnes, sostres i fins i tot en el terra. 

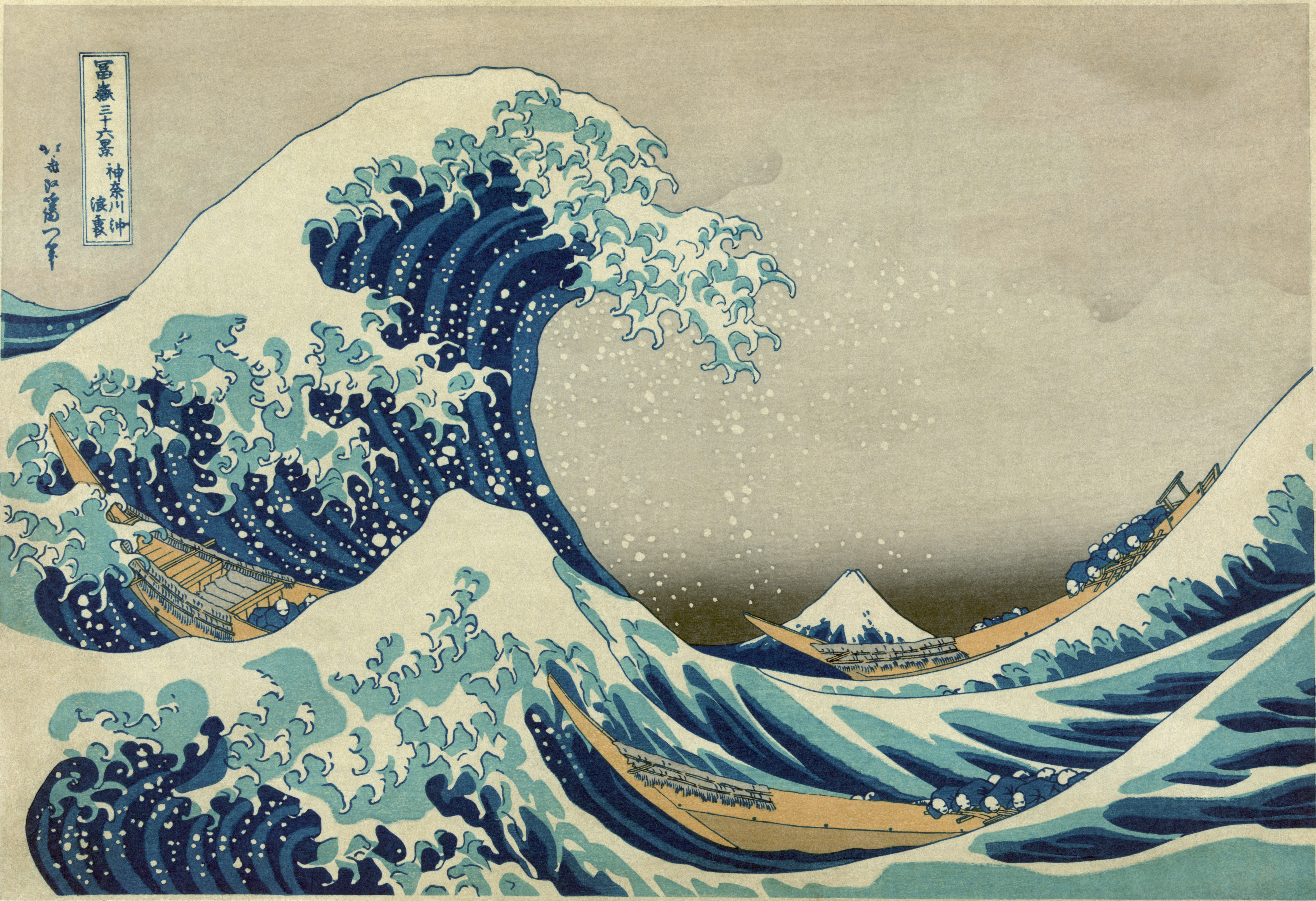
La gran onada de Kanawaga

El mateix passa amb les obres de Monet, les quals a través del "Centre d'Art Digitals", es projectaran les obres impressionistes de l'artista per conèixer els períodes més importants de la seva vida com: la seva infantesa a Le Havre, l'adolescència a París i els seus viatges. Hi haurà fins i tot petits tabierts on l'espectador pot seure en mig de la sala per contemplar tot l'espai que el rodeja, ja que l'obra es troba en cada una de les parts de l'espai. 

### Fundación Telefónica, Black Waves. Lost, Immersed and Reborn (2016)
Black Waves. Lost, Immersed and Reborn (2016) incorpora més de 30 projeccions, terres reflectants i so ambiental. És una obra inspirada en la tradició artística japonesa, ja que les onades de l'obra recorden a "La gran onada de Kanagawa" pintada per Katsushika Hokusai al 1830. Un espai 3-D generat per ordinador, expressa el moviment d'una gran onada projectada en tota la instal·lació. En aquest cas la realitat virtual s'apropia de l'espai físic.

#### Intangibles
És el segon espectacle digital organitzat per "Espacio Fundación Telefónica" i se centra en les grans obres de Pablo Picasso, Roberto Matta, Paul Delvaux, Eduardo Chillida o Antoni Tàpies.
No incorpora peces físiques sinó que s'utilitzaran diferents tecnologies com la fotogrametria, art generatiu, impressió 3D, kinect, mapping i realitat virtual per reproduir els quadres.

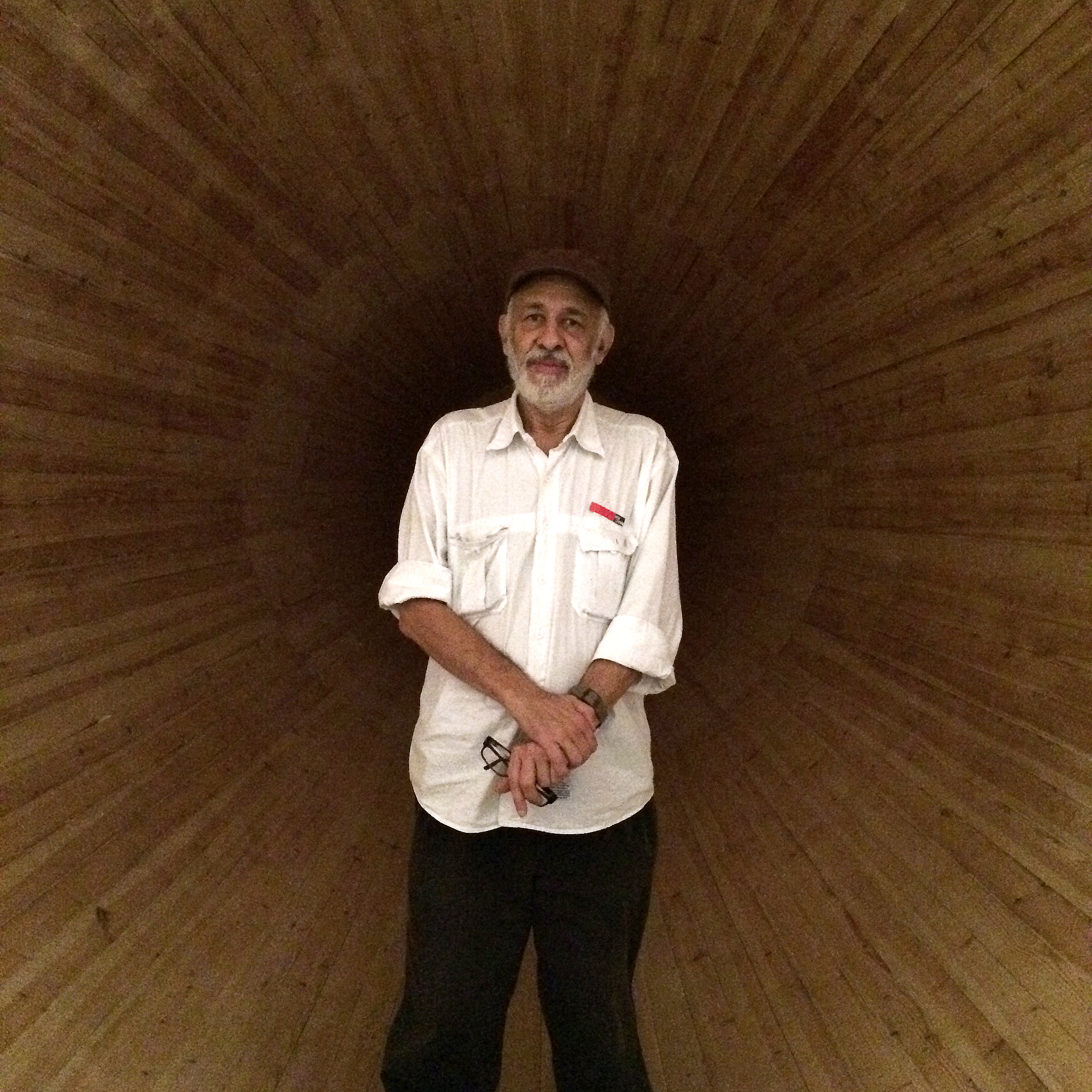
Cildo Meireles

### Marulho (el murmullo del mar)
L'obra creada per Cildo Meireles presenta un gran moll de fusta elevat davant d'un mar creat per l'efecte òptic de 17.000 llibres oberts, de cobertes blaves. "El so compleix també un paper determinant en l'obra: la paraula 'aigua', pronunciad per veus d'homes i dones de diferents edats, en un total de vuitanta llengües, articula una remor inintel·ligible que recrea el murmuri de la mar. Marulho estableix nodrits vincles amb l'escenogràfic, apel·lant a un espectador visitant, que s'introdueix en aquest paisatge i el completa, amb el préstec circumstancial del seu propi cos."

### Desvío hacia el rojo
Es tracta, com l'anterior, d'una obra creada per Cildo Meireles. Consisteix en una habitació decorada amb tot d'elements vermells. De fet, la instal·lació consta de 3 estances en les quals el vermell determina el color de tota l'obra però és gràcies a la circulació immersiva per aquestes estances que l'espectador genera una encadenació d'emocions. "La tercera part és Desviament (1980). I està formada per un rentamans blanc suspès, inclinat uns 30° respecte a terra, en un espai de completa foscor. L'única il·luminació, precàriament instal·lada, és el feix de llum sobre el rentamans, de l'aixeta surt contínuament
un raig d'aigua vermella. Color i so es fonen, finalment, gen aquest flux incessant."

## Museus Immersius

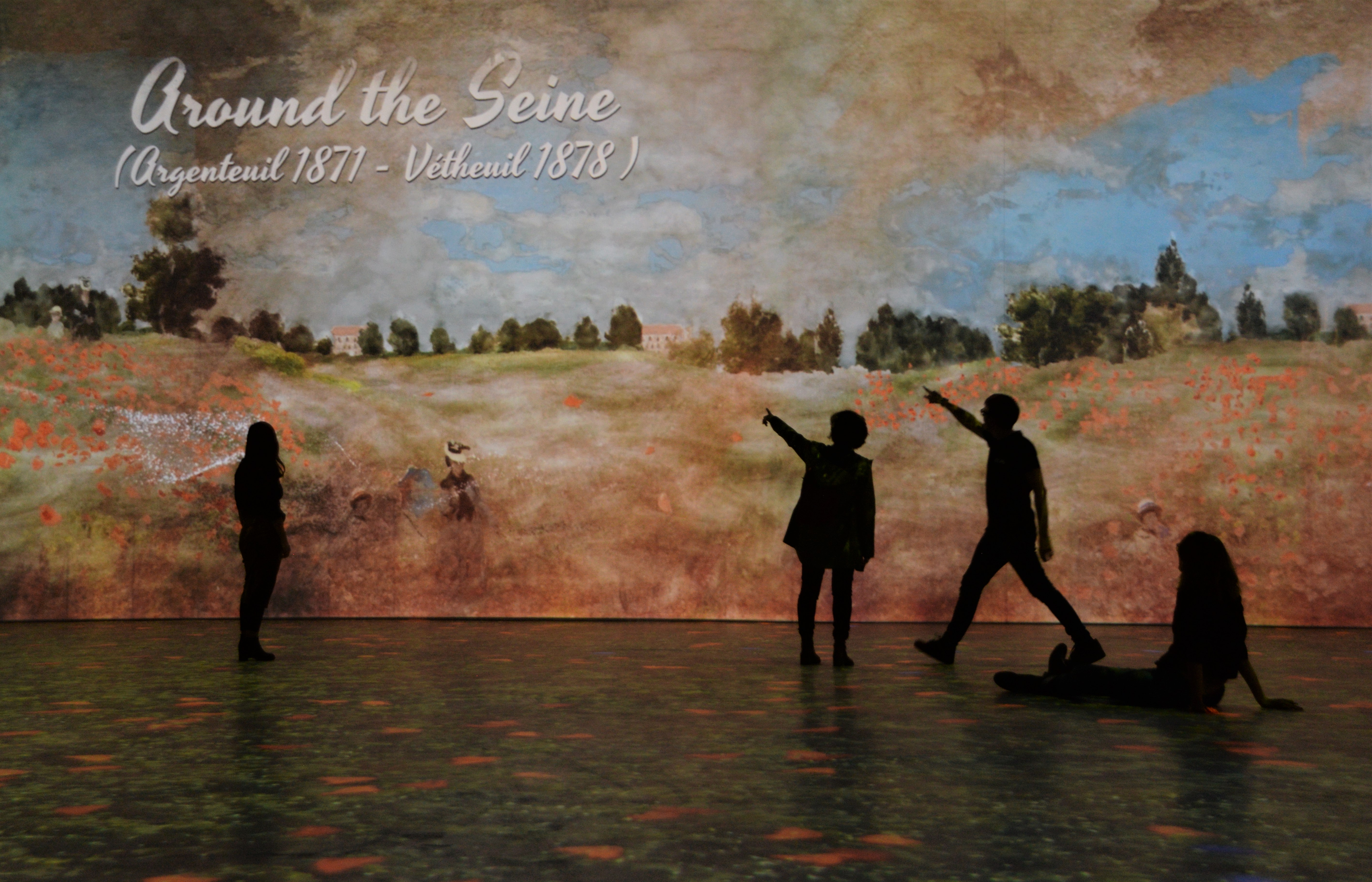
Monet, experiència immersiva a l'IDEAL

"El públic sovint ha estat definit com a usuari, un terme que remet al vocabulari tècnic propi de les instal·lacions industrials, per considerar-se que constitueix una alteració radical per al públic de l'art, tant per la seva forma de relacionar-se amb l'obra com per la seva inclusió en el procés artístic."
L'IDEAL és un centre de cultura digital que experimenta la immersió de projeccions audiovisuals, realitat augmentada, realitat virtual i holografia per crear una nova relació entre art i societat. La seva seu es troba a Barcelona. És el primer centre del sud d'Europa dedicat a la producció i exhibició d'arts digitals. Fent especial menció a les arts digitals de caràcter immersiu, és un centre únic que combina la producció de peces audiovisuals en diferents formats. A part de fer possibles les experiències immersives de Monet i van Gogh, l'IDEAL també fa "Barcelona Memòria Fotogràfica". "És la primera experiència immersiva sobre la ciutat de Barcelona a través de la mirada de 6 dels millors artistes de la fotografia del país. Una visió inèdita sobre la ciutat dels anys 50 i 60 a través de l'art digital amb espectaculars fotografies de Francesc Català-Roca, Oriol Maspons, Leopoldo Pomés, Joana Biarnés, Xavier Miserachs i Colita."  L'experiència està formada per peces immersives de gran format a 360°, realitat virtual, projeccions i propostes interactives a través de la intel·ligència artificial.
"Els models tridimensionals i immersius ofereixen obrir una porta al futur, ja que la realitat virtual és capaç de desenvolupar múltiples fórmules museogràfiques relacionades amb la interacció i la immersió que permetran l'exploració dels nostres propis mons interns a partir de l'art."